# Rabiga Jangulowna Kuschajewa
Rabiga Jangulowna Kuschajewa, geboren  Rabiga Jangulowna Jangulowa, (russisch Рабига Янгуловна Кушаева; * 1901 im Dorf Chassanowo bei Pugatschow; † 1937 in Moskau) war eine sowjetische Frauenrechtlerin baschkirischer Herkunft.

## Leben
Rabiga Jangulowna wurde 1916 Dorfschullehrerin in Bursjan im Gouvernement Samara. Ihr älterer Bruder Charis Jumagulowitsch Jumagulow (1891–1937) gehörte zu den Führern der baschkirischen Unabhängigkeitsbewegung.
1917 beteiligte sich Rabiga Jangulowna an der Arbeit des baschkirischen Kurultais in Orenburg als Delegierte der Baschkiren des Ujesd Pugatschow. Auf dieser Versammlung trat sie für die Gleichberechtigung der baschkirischen Frauen ein. Sie forderte für die Frauen die vollen bürgerlichen und politischen Rechte entsprechend den Rechten der Männer ein und schlug konkrete Maßnahmen zur Realisierung dieser Forderungen vor. In der Resolution des Kurultais waren ihre 10 Punkte zur Gleichberechtigung der Geschlechter enthalten.
1919 wurde Rabiga Jangulowna Chefin der Abteilung für Frauenangelegenheiten des Baschkirischen Oblast-Komitees der KPdSU. Mit anderen organisierte sie die Allbaschkirische Konferenz der Arbeiterinnen und Bäuerinnen, die im September 1920 in Sterlitamak stattfand. Im November 1921 nahm sie in Moskau an der IX. Tagung des Allrussischen Kongresses der Sowjets teil. Sie beteiligte sich an der Organisation und Vorbereitung des I. Allbaschkirischen Kongresses der Arbeiterinnen und Bäuerinnen, der im November 1924 stattfand, und der Allbaschkirischen Tagung der Frauen im Sowjet, die im Oktober 1927 durchgeführt wurde.
Rabiga Jangulowna heiratete 1922 Chafis Kuschajewitsch Kuschajew (1888–1937), der Soldat der Kaiserlich Russischen Armee gewesen war und nach der Oktoberrevolution in der baschkirischen Unabhängigkeitsbewegung mitwirkte.
1927 wurde Kuschajewa Direktorin des Chudaiberdin-Kinderheims in Ufa. 1929 wurde sie in Moskau Inspektorin der Abteilung für Kinderheime des Volkskommissariats für Bildung der RSFSR.
Im Sommer 1937 verunglückte Kuschajewa tödlich auf ihrer Heimfahrt mit der elektrischen Eisenbahn. Im selben Jahr wurden während des Großen Terrors als baschkirische Nationalisten ihr Mann am 27. September (1957 rehabilitiert) und ihr Bruder im Dezember erschossen (1959 rehabilitiert).
Kuschajewa hatte drei Kinder. Ihre erste Tochter Minsylu war 1923 an Diphtherie gestorben. Ihre zweite Tochter Tansylu (Dina) (1925–1996) wurde Ballerina in Perm. Nach dem Tod der Eltern kam der fünfjährige Sohn Irek in ein Kinderheim.